# Sa stschastjem
Sa stschastjem (russisch За счастьем, internationaler Titel: In Search of Happiness, dt.: „Auf der Suche nach dem Glück“) ist ein russischer Dokumentarfilm aus dem Jahr 2015.

## Inhalt
Vor fast 30 Jahren haben der Architekt Alexander und seine Frau Marina, Künstlerin, die Zivilisation verlassen und sind in das Vorgebirgsland des Kaukasus gezogen. Dort leben sie als Selbstversorger, halten Ziegen und züchten Bienen. Ihr Sohn Ilja ist mittlerweile ein junger Mann mit eigenen Interessen. Im Internet hat er Katja kennengelernt, die in der Ukraine wohnt. Doch Ilja hatte bisher kaum Kontakt zu anderen Menschen. Die Skepsis der Eltern und der kürzlich ausgebrochene Krieg in der Ukraine erschweren es ihm zusätzlich, eigene Wege zu gehen. 

## Produktion
Der von Produzent Wiktor Skubei produzierte Kinodokumentarfilm wurde mit Mitteln des Ministeriums für Kultur der Russischen Föderation hergestellt. Das Budget sah 2 Wochen Drehzeit und 3 Wochen für den Filmschnitt vor.
Auf dem 25. Internationalen Dokumentarfilmfestival Message to Man in Sankt-Petersburg wurde Sa stschastjem 2015 von der Jury für den Nationalen Wettbewerb für „die Zerstörung etablierter Klischees“ ausgezeichnet. Außerdem erhielt der Film den Pawel-Kogan-Preis.